# Убийцы выходят на дорогу
«Убийцы выходят на дорогу» (альтернативное название «Школа подлости») — военная драма режиссёров Всеволода Пудовкина и Юрия Тарича по мотивам пьесы Бертольта Брехта «Страх и отчаяние в Третьей империи» (1935—1939).

## Сюжет
Авторы фильма создают образ «двух Германий». Картина состоит из нескольких сюжетных линий:
1. Пьяные солдаты Третьего Рейха идут по тёмным улицам и рассуждают о национальном единстве. Понимая, что они оказались в незнакомом месте, оба выхватывают оружие из кобуры. Из окна одного из домов внезапно высовывается старик. Испуганные солдаты стреляют в него и убегают с криками о помощи.
2. В дом к одной из немок приходят два солдата и приносят ей «подарок от фюрера», так называемую Зимнюю помощь: несколько картофелин, яблок и 5 марок в конверте. Накануне женщина сдала 10 марок на подобные «подарки». Радостная старушка берёт одно яблоко и предлагает по яблоку солдатам. Те с удовольствием угощаются. Её беременная дочь, однако, не выказывает особой радости, и мать проговаривается, что её зять не доволен повышением цен. Солдаты уводят молодую женщину для проведения обыска в её доме. Её мать в бессилии кидает недоеденное яблоко в спину одного из солдат.
3. Тео обедает на кухне в доме, где работает его невеста Анна, с которой они уже четыре года вместе. Гордая своим женихом, она просит Тео показать кухарке Нине и шофёру, какие им выдают сапоги. Нина спрашивает у Тео о его работе, но тот отказывается разглашать служебную тайну. Выслушав желание своего возлюбленного выпить пива, Анна со всех ног выбегает из кухни. В это время приходит брат Нины безработный Франц. Тео он кажется подозрительным. Выпив принесённого Анной пива, он, используя Франца, показывает один из методов слежки за инакомыслящими — отпечаток белого креста, оставляемый на «объекте» после похлопывания по спине. Сам знак наносится мелом на ладонь сыщика. Поняв значение инсценировки, Франц, Нина и шофёр под разными предлогами оставляют Анну и Тео на кухне одних. Анна просит у Тео отдать её 20 марок, внесённых в совместный бюджет, чтобы купить пальто своей сестре. Выясняется, что денег практически не осталось, что сапоги обошлись Тео в 27 марок и это не единственная трата. Анна обвиняет жениха в том, что он лгал ей, что якобы при Гитлере стало лучше жить. Оставив невесту в слезах, Тео уходит на работу. Анна просит вошедшую в кухню Нину предупредить Франца о возможной опасности, а также посмотреть ей на спину. Повернув её к свету, Нина видит пять белых крестов.
4. В доме одной немецкой четы раздаётся звонок. Узнав от служанки, кто звонит, хозяин велит ответить, что никого нет дома. На улице идёт сильный дождь и супруги рассуждают о причинах их отказа некогда дружеской семье. Однако они остерегаются высказывать крамольные речи при служанке, муж которой служит в полиции. Тем временем их сын Генрих, юный гитлеровец, читает статью о казнях над евреями. Рассерженный отец выхватывает у него газету и в сердцах говорит несколько непозволительных слов. Чтобы замять недоразумение мать даёт Генриху 10 пфеннигов, чтобы тот себе что-нибудь купил, но вспоминает, что идёт дождь и отправляет мальчика написать письмо, а сама идёт успокоить мужа. Проведя с ним несколько минут, она обнаруживает, что сын исчез. Супруги предполагают, что он пошёл доносить на них. Они пытаются вспомнить, что конкретно они говорили, что делали. Вдруг хлопает входная дверь. Оба в страхе ожидают облавы. В комнату входит промокший Генрих с пакетом конфет в руках.
5. Рабочий авиастроительного завода возвращается домой. Там его встречает соседка, пришедшая помочь его жене Марте по хозяйству. Оказывается, Марте пришла похоронка на её брата-лётчика, погибшего в войне с СССР. Соседка рассказывает страшные истории о том, как немецкие лётчики добивают своих выбросившихся с парашютом соотечественников, чтобы те ничего не рассказали, попав в плен к советским солдатам. Убитая горем Марта высказывает крамольные речи, приводя в ужас соседку и своего мужа.
6. Трое мародёров во главе с капитаном, бросив и обобрав своего раненого сообщника, пробираются по заснеженной территории Советского Союза. Вскоре один из солдат понимает, что по ошибке оставил раненому мешок с награбленным, и вместе с капитаном возвращается назад, оставив третьего на привале. Однако своего товарища они не находят. Пройдя по следам, где тот полз, они видят следы от саней. Возвратившись к привалу, они обнаруживают своего третьего сообщника мёртвым, а вокруг — снова следы саней. Испугавшись, что их окружили, мародёры пытаются вырваться, но попадают под автоматную очередь. Солдат пытается сдаться, но капитан убивает его выстрелом в спину и, подняв руки, сам сдаётся в плен. Он кричит, что славянин, что он простой солдат, что он убил капитана. На его крик выходит партизанка с автоматом. Увидев, что перед ним женщина, капитан выхватывает из кобуры пистолет, но та опережает его и расстреливает в упор. К ней подъезжает мальчик на санях, из которых выглядывает подобранный ими раненый мародёр, и забирает оружие капитана.

## Создатели фильма

### В ролях
- Ада Войцик — Марта
- Ольга Жизнева — Клара Фурке
- Софья Магарилл — Анна
- Михаил Астангов — Франц
- Борис Блинов — Тео
- Александра Данилова — партизанка
- Александр Антонов — Мюллер, солдат
- Александр Виолинов — Карл Фурке, профессор
- Олег Жаков — капитан
- Виктор Кулаков — солдат
- Александр Румнев — Герберт Рэм
- Георгий Светлани — штурмовик
- Юрий Боголюбов — Генрих, сын профессора

### Съёмочная группа
- Режиссёры: Всеволод Пудовкин, Юрий Тарич
- Сценаристы: Мануэль Большинцов, Всеволод Пудовкин
- Композитор: Николай Крюков
- Операторы: Борис Волчек, Эра Савельева
- Художник: Артур Бергер
- Звукорежиссёр: Константин Гордон

## История
На стадии разработки сценария фильм носил название «Школа подлости». Над сценарием в конце 1941 года работали Всеволод Пудовкин и Мануэль Большинцов. Рабочее название было изменено после того, как фильм был поставлен в производственный план вместо отменённого кинопамфлета Г. Л. Рошаля «Убийцы выходят на дорогу».
Поскольку сопроводительная документация была утеряна, точных сроков производства установить невозможно, однако изменение в производственном плане, по мнению киноведов Евгения Марголита и Вячеслава Шмырова, предполагает, что съёмки начались не ранее марта 1942 года.
По окончании производственного процесса фильм не вышел в прокат. Согласно режиссёру Д. И. Васильеву, он был закрыт художественным советом студии ещё до показа высшему руководству. Марголит и Шмыров полагают, что идея фильма не вписывалась в официальную линию СССР, который с помощью плакатного кинематографа поддерживал «образ врага», поэтому фильм на долгие годы был положен на полку. Они также допускают, что возможной причиной были аллюзии на сталинский режим, с чем совершенно не согласен кинокритик Михаил Трофименков, считающий, что подобных ассоциаций в тот период не могло возникнуть не только у авторов, но — что существеннее — и у цензоров фильма.

## Участие в кинофестивалях
Программа «Звездное кино Алма-Аты ЦОКС 1942—1944» на МКФ «Евразия» (Алматы, 1998).